# Amerikanska glidflygpiloter
Amerikanska glidflygpiloter har funnits i det amerikanska flygvapnet sedan andra världskriget. Dessförinnan hade armén avvecklat glidflygpiloter 1923 och flottan avvecklat sina 1930. 

## Bakgrund
När andra världskriget bröt ut fanns inga segelflygare eller glidflygare registrerade i US Army eller US Navy. Armén upphörde med sitt glidflyg 1923 medan flottan slutade 1930. Kunskapen om lastglidflygplan inom försvaret var i stort sett ingenting, förutom det lilla som läckt ut om de tyska glidflygplanen. Som en samordnare för glidflygverksamheten utsågs Lewin B. Barringer. När han avled ombads Dick du Pont ta över verksamheten. När sedan han avled i samband med ett flyghaveri övertogs ledningen av brodern Felix du Pont.

## Historia
General H.R. Arnold gav 25 februari 1941 order om att ett program för tillverkning av flygplan samt utbildning av piloter skulle inledas. Eftersom inga piloter kunde hittas inom försvaret granskade man det civila registret över certifikatinnehavare. Granskningen visade att det bara fanns 160 segelflygare i USA och därav var bara 25 tillräckligt erfarna för att bli instruktörer. Dessa instruktörer sattes omgående in för att utbilda flyginstruktörer bland de piloter vid Air Corps som inte var lämpliga för att flyga stridsuppdrag. De bästa bland Air Corps-piloterna blev sedan själva instruktörer, medan de sämre fick administrativa uppgifter inom glidflyget.  
Tidigt på våren 1941 sändes några armépiloter till civila segelflygskolor för att bli bekanta med materialen. Eftersom utbildningen vid de civila flygskolorna var till för att skapa segelflygare, och inte transportflygare, blev dessa piloter betydligt skickligare än arméutbildade glidflygspiloter. Några av de tidigt utbildade piloterna kom efter kriget att bli tävlingspiloter inom segelflyget. 
Man undersökte möjligheterna att med en komprimerad civil utbildning lägga ut en stor del av utbildningen på civila flygskolor och flygklubbar, men eftersom deras begränsade kapacitet bara kunde klara ett fåtal piloter övergavs idén. Armén satte upp sitt segelflygcenter i Twenty-Nine Palms som var beläget i den kaliforniska öknen, där man räknade med att de termiska förhållandena var bra för segelflyg. Att man valde att utbilda glidflygpiloterna i segelflyg berodde på att segelflygplanet tack vare sin förmåga att vinna höjd kunde vara kvar i luften längre än ett glidflygplan, därmed kunde eleven få mer flygträning per flygstart. I samband med att de första lastglidflygplanen levererades märkte man från militärt håll att det var stor skillnad på segelflyg och glidflygning. Lastglidflygplanen var inte förstorade segelflygplan som kunde flyga långa sträckor in över fientlgt territorium utan deras prestanda krävde att de bogserades fram till en punkt i anslutning till landningsplatsen. Därför minskades flygträningen ner och piloterna fick i stället öva mer på att följa efter ett bogserflygplan och genomföra snabba men säkra landningar.
Från början var tanken att endast vidareutbilda motorflygare till glidflygpiloter, men då bristen på motorflygare redan var stor inom armén och marinen tvingades man hitta nya vägar. General Arnold räknade med att det i slutet av 1942 behövdes 6 000 glidflygpiloter för att göra den flygburna styrkan slagkraftig. För att locka soldater utan flygutbildning till att bli piloter utnämndes man till undersergeant efter att man blivit godkänd pilot. Dessutom överförde man alla elever som var under utbildning vid försvarets flygskolor och inte klarade av utbildningen till stridspiloter. Efter att man genomfört och klarat av utbildningen fick man ett par silverfärgade vingar märkta med ett G som fästes på uniformen och ett flygcertifikat stämplat med ett G. Eftersom motorflygarna tilldelades guldfärgade vingar och blev löjtnanter efter sin utbildning kände sig många glidflygpiloter nervärderade, medan andra skämtsamt hävdade att bokstaven G stod för Guts. Senare ändrade man graden så att alla utbildade glidflygpiloter utnämndes till Flight Officer. Till skillnad från engelska och tyska glidflygpiloter var amerikanarna bara utbildade för att flyga glidflygplanen, medan de i de andra länderna även skulle fungera som vanliga infanterisoldater efter landningen.  
I samband med att CG-4A tillfördes försvarsmakten inrättades flera utbildningscenter vid olika flygbaser fält som var lämpade för de stora bogserflygplan som krävdes för att få upp lastglidaren i luften. På kort tid sattes utbildning upp i Bergstrom, Dalhart och Lubbock i Texas, Bowman i Kentucky, Fort Sumner i New Mexico, Greenville i South Carolina, Lockbourne i Ohio, Stuttgart i Arizona och Victorville i Kalifornien. Men huvuddelen av alla glidflygspiloter fick sin utbildning vid South Plains Army Air Base i Lubbock. Förutom piloter behövdes även flygplansmekaniker för glidflygplanen och ett stort antal utbildades centralt vid kurser på Sheppard Field i Texas.

## Flygplanen
Ett stort problem var flygplansfrågan, då den amerikanska segelflygindustrin var väldigt liten. Under april 1941 köpte man in ett antal enkla glidflygplan i väntan på skolflygplan specialtillverkade för försvaret. För framtagningen av ett militärt skolflygplan vände man sig till Frankfort, Schweizer och Laister-Kauffman. Samtidigt köpte man upp de flesta civila glid- och segelflygplanen i USA till ett överpris bara för att kunna komma igång med utbildningen. Under sensommaren kom leveranserna av glidflygplanen Frankfort TG-1, Schweizer TG-2. Efter 57 tillverkade flygplan skulle man spara på aluminium och flygplanet konstruerades om till TG-3 som tillverkades i dukklädd mahognyplywood. Laister-Kauffman TG-4 kom igång och flygplansbristen minskade sakta. Strax efter att utbildningen kommit igång blev samtliga flygplan belagda med flygförbud på grund av tekniska orsaker. Inom försvarsledningen tillsattes en utredning som skulle undersöka om hela lastglidflygprogrammet borde avbrytas.
Segelflygplan med sina långa flacka flygningar och ett glidtal på 20 till 30 visade sig ha små likheter med transportglidflygplanen som sjönk med en hög hastighet efter frikopplandet. Dessutom kunde man inte särskilja de dåliga piloterna i ett högpresterande segelflygplan. När de första lastglidflygplanen CG-4A levererades ställdes samtliga segelflygplan åt sidan. Förutom CG-4A tillverkade Aeronca, Taylorcraft och Piper glidflygplan, genom att avlägsna motorerna från sina standardmodeller, och förse dem med en extra tredje sittplats. Flygplanen fick benämningarna Aeronca TG-5, Taylorcraft TG-6 och Piper TG-8. Totalt levererades 350 ombyggda motorlösa motorflygplan till flygskolorna. Ett flertal C-47 modifierades till motorlösa glidflygplan. Från dessa glidflygplan kunde man lättare fälla fallskärmstrupp.